# الفخار (غرناطة)
الفَخّار (بالإسبانية: Alfacar)‏ هي بلدية تقع في مقاطعة غرناطة التابعة لمنطقة الأندلس جنوب إسبانيا.

## الديموغرافيا
بلغ عدد سكان بلدية الفخار 5.508 نسمة عام 2011 (وفقاً للمعهد الوطني الإسباني للإحصاء).
| 4.211 | 4.333 | 4.424 | 5.107 | 5.316 | 5.401 | 5.508 |